# Itoeroep

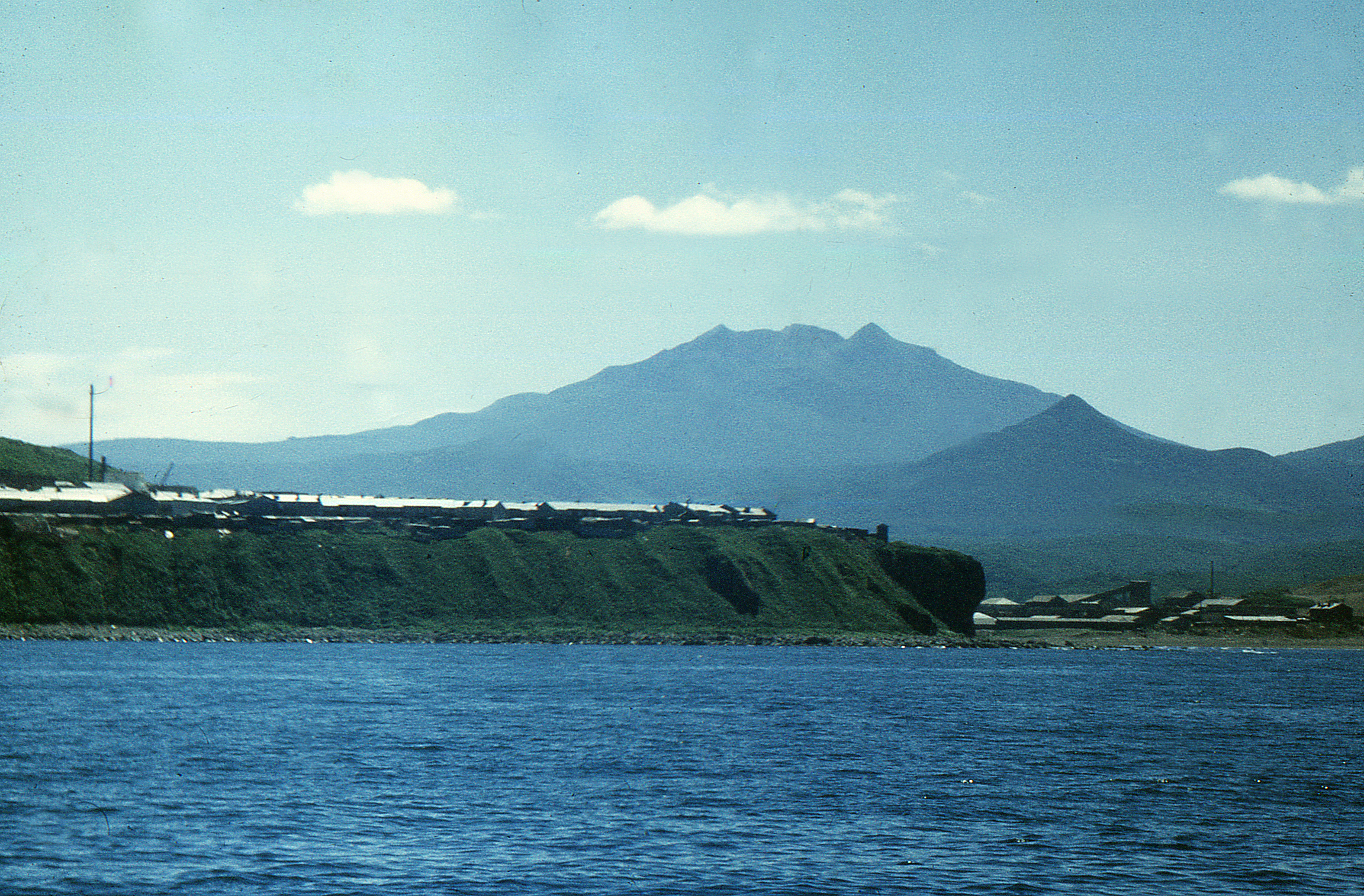
De vulkaan Ivan Grozny (Ivan de Verschrikkelijke) op Itoeroep

Itoeroep of Etorofu (Russisch: Итуруп; Ainu: エトゥオロプシリ Etuworop-sir; Japans 択捉島 Etorofu-tō) is het grootste eiland van de door Rusland bestuurde eilandengroep de Koerilen. Het eiland is onderdeel van het district Koerilski van de oblast Sachalin. Het is het noordelijkste eiland dat wordt opgeëist door Japan als onderdeel van de "Noordelijke territoria" (zie Koerilenconflict). Het eiland heeft een lengte van 193 kilometer en een breedte van 7 tot 27 kilometer.
Itoeroep bevindt zich in het zuiden van de Grote Koerilen, op 19 kilometer ten noordoosten van Koenasjir, waarvan het wordt gescheiden door de Straat van Jekaterina en op 37 kilometer ten zuidwesten van Oeroep, waarvan het wordt gescheiden door de Straat de Vries. Op het eiland ligt op ongeveer halverwege de westkust het stadje Koerilsk, het bestuurlijk centrum van het district Koerilski, dat ongeveer 2200 inwoners (2002) heeft.

## Geschiedenis
Het eiland werd van oorsprong bewoond door de Aino, die na de laatste ijstijd vanaf het Aziatische vasteland hierheen trokken. Het eiland werd in de 18e eeuw gekoloniseerd door de Russen, gevolgd door een Japans garnizoen in 1800 op de plaats van de huidige stad Koerilsk. In 1855 werd Itoeroep overgedragen aan Japan bij het Verdrag van Shimoda.
De Japanners deporteerden de Aino naar Japan, maar koloniseerden het eiland slechts in zeer geringe mate wegens het strenge klimaat.

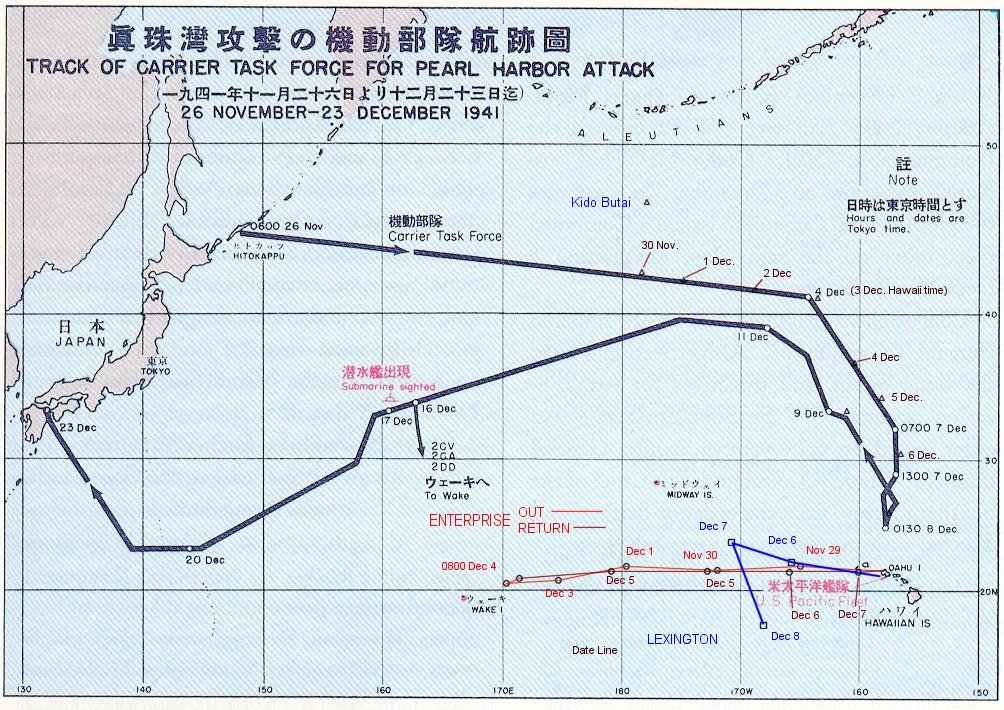
Gevolgde route door de Japanse vloot naar Pearl Harbor en terug

Op 26 november 1941 verliet een Japanse Vliegkampvloot onder leiding van luitenant-general Chuichi Nagumo de Baai van Hitokappu (Japans: 単冠湾) aan de oostzijde van Itoeroep en voer naar het zuidoosten voor de Aanval op Pearl Harbor. Er was in de oorlog ook een militair vliegveld op het eiland, waarvan de overblijfselen nog steeds aanwezig zijn.
In 1945 werd het eiland, nadat Japan een vredesverdrag had ondertekend, veroverd door de Sovjet-Unie tijdens Operatie Augustusstorm. In 1956 besloten beide landen hun diplomatieke relaties te herstellen, maar over de betwiste eilanden is nog steeds (2018) geen vredesverdrag gesloten.
Op het eiland ligt Boerevestnik ("stormvogel"), een vliegveld van de voormalige Sovjet-Luchtafweer. Vanaf de jaren 50 was hier een aantal Mig-jachtvliegtuigen gestationeerd. In 1968 werd Seaboard World Airlines vlucht 253 met 214 mannelijke en vrouwelijke Amerikaanse troepen voor Vietnam aan boord onderschept boven de Koerilen en gedwongen te landen op Boerevestnik. Na 2 dagen diplomatie mochten ze uiteindelijk verder vliegen.
Na het uiteenvallen van de Sovjet-Unie en de daaropvolgende instorting van de economie trok een deel van de bevolking weg, hetgeen nog versterkt werd door een aardbeving in 1994.
In 1991 werd echter ook het visverwerkende bedrijf Gidrostroj (Гидрострой) opgericht, dat de lokale staatsvisbedrijven Koerilski rybak, Rejdovo en Krabozavodsk overnam en uitgroeide tot het grootste bedrijf van Koerilsk. In 2006 liet dit bedrijf de grootste visverwerkende fabriek van Rusland bouwen. In 2003 werd hiervoor al een diepwaterhaven aangelegd in de Oljabaai voor schepen tot 3500 ton. In september 2014 werd een nieuw vliegveld voor de burgerluchtvaart geopend.
De Koedrjavyvulkaan op het noordelijk deel van het eiland is momenteel de enige plek ter wereld waar rheniiet is aangetroffen en wordt door wetenschappers van de Russische Academie van Wetenschappen gezien als de locatie waar een installatie kan worden gebouwd voor de productie en wereldwijde export van renium.

## Geografie
Itoeroep bestaat uit vulkanische bergmassieven en bergruggen. De ruggengraat van het eiland wordt gevormd door een serie van 12 uitgedoofde vulkanen en bergmassieven, waarvan de hoogste vulkaan, Stokap in het centrale deel, 1634 meter hoog is. Andere vulkanen zijn Beroetaroebe (1220 meter) in het zuiden, Atsonoepoeri (1206 meter) in het zuidwesten, de tweelingvulkanen die het Tsjirip-schiereiland hebben vormgegeven, de Grozny-groep (1211 meter) in het centrale deel, Stokap (1634 meter), de Medvezja-groep (1125 meter) in het noordoosten en de Demon (1205 meter) op het noordoostelijke punt van het eiland.
De kusten van het eiland zijn hoog en abrupt. De begroeiing bestaat vooral uit sparren, zilversparren, lariksen, dennen, en gemengde bladverliezende bossen met elzen, lianen en Koerilen-bamboe onderbegroeiing. De bergen zijn bedekt met berken- en Siberische dwergdenstruiken, kruidachtige bloemen worden gedeeltelijk gevormd door kale rotsen. Door het complexe reliëf en de dichte begroeiing wordt verplaatsing over het eiland bemoeilijkt.
Ook bevindt zich er de waterval Ilja Moeromets, die met 141 meter de achtste naar hoogte van Rusland is.

### Vetrovoy landengte
De ontwikkeling van de Kuril-eilandboog werd aanzienlijk beïnvloed door uitgebreide calderavormende vulkaanuitbarstingen tijdens het Laat-Nepleistoceen-Holoceen, die grote hoeveelheden puimsteen-pyroclastisch materiaal en tefra in de golfverwerkingszone brachten. Op Iturup Island resulteerde de vorming van vier grote instortingscaldera's tijdens het Laat Neo-Pleistoceen-Holoceen in het vrijkomen van ongeveer 450 km³ overwegend daciet pyroclastisch materiaal.
De vorming van de onderzeese Vetrovoy landengte wordt toegeschreven aan de ophoping van dergelijk materiaal tijdens krachtige explosieve caldera-vormende erupties in de ondiepe zeestraat tussen naburige eilanden. Het huidige geomorfologische uiterlijk van de landengte is een gevolg van daaropvolgende golf- en eolische pyroclastische verwerking, die leidt tot de vorming van zee- en laguneterrassen.
Een studie van Afanas'ev et al. richt zich op het onderzoeken van het bestaan van de zeestraat die het zuidelijke en noordelijke deel van Iturup Island in het midden-late Holoceen scheidde vanuit het perspectief van kustgeomorfologie. Laat-pleistoceen explosief vulkanisme wordt geacht intenser en langduriger te zijn geweest dan vroeg-holocene gebeurtenissen, wat leidde tot de vorming van puimsteenafzettingen in de Prostor Golf van Iturup Island. Radiokoolstofdatering van het veen onder de puimsteen-pyroclastische bedekking in de Vetrovoy Isthmus suggereert gebeurtenissen rond 38.000-39.000 jaar geleden.
De stratigrafie, ontstaansgeschiedenis en chronologie van de Holocene afzettingen op Iturup Island zijn slecht bestudeerd en zijn voornamelijk gebaseerd op C14 dateringen uit de Kasatka baai en de Olga baai[14]. Drie transgressieve sedimentatiefasen, vergelijkbaar met de Atlantische, Subboreale en Sub-Atlantische perioden, met een maximale zeespiegelstijging tot 3,5 meter boven het huidige niveau in de Atlantische Oceaan, zijn geïdentificeerd bij de monding van de Kurilka rivier.
Veldwerk uitgevoerd in 2017-2018 op de Vetrovoy landengte onthulde vulkanisch-tectonische dislocaties met een laag strandmateriaal, wat duidt op het voorkomen van ten minste twee pyroklastische uitbarstingen in het midden van het Holoceen. Georadaronderzoeken vulden de resultaten van handboringen aan en verschaften inzicht in de geologische kenmerken van de landengte.
De afzettingen van de Vetrovoy Isthmus omvatten vulkanisch-tectonische dislocaties, puimsteen pyroclastiek, eolische-as afzettingen en bodem-tefra formaties. De morfometrische parameters van het kelderterras wijzen op een verhogingssnelheid van het gebied tijdens de laatste fase van mariene accumulatie aan de kust die 4 mm/jaar kon bereiken, iets hoger dan de 3,5 m/jaar die tijdens de laatste 6000 duizend jaar werd geregistreerd.
Concluderend kan worden gesteld dat studies suggereren dat explosief vulkanisme in het midden van het Laat-Holoceen het morfotectonische plan van het Vetrovoy Isthmus-gebied aanzienlijk heeft beïnvloed en mogelijk heeft bijgedragen aan de obstructie van de zeestraat. De stijging van het terrasoppervlak tijdens het midden van het Holoceen kan verband houden met deze vulkanische gebeurtenissen. De stijgsnelheid van het gebied tijdens de laatste fase van mariene accumulatie aan de kust zou ongeveer 4 mm/jaar zijn geweest. Er zijn momenteel echter geen gegevens over de ouderdom van de mariene georadarfacies die zijn geïdentificeerd als gevolg van onderzoek op de Vetrovoy-engte.